# Лавуа, Даниэль
 Даниэ́ль Лавуа́  (фр. Daniel Lavoie, настоящее имя — Жозе́ф-Юбе́р-Жера́льд Лавуа́ (фр. Joseph-Hubert-Gérald Lavoie), 17 марта 1949, Данри, Манитоба, Канада) — канадский певец, автор песен, композитор, пианист, актёр, поэт и радиоведущий. Широкую популярность ему принесла песня «Ils s’aiment» (1983), а также участие в мюзикле «Notre-Dame de Paris» (1998—2000, 2016—2025).

## Ранние годы
Даниэль (Жеральд) Лавуа родился 17 марта 1949 года в деревне Данри в англоязычной канадской провинции Манитоба, во франкоязычной семье. Всего в семье было шестеро детей (три сына и дочь и две приёмные индейские девочки). Мать Даниэля, поклонница оперы и классической музыки, с раннего детства прививает ему любовь к музыке. С четырёх лет Даниэль учится играть на фортепиано, а в возрасте 14 лет поступает в иезуитский коллеж Сен-Бонифас в Сен-Бонифасе (франкоканадском районе Виннипега), где продолжает занятия музыкой.

## Творчество

### Музыка
Впервые Даниэль Лавуа заявляет о себе в 1967 году, когда он побеждает на манитобском этапе музыкального конкурса «Jeunesse oblige», организованного Канадской радиовещательной корпорацией. Победа на конкурсе утверждает его в решении заниматься музыкой профессионально, и следующие несколько лет Даниэль проводит в качестве музыканта местных групп, таких как «Spectre» и «Dieu de l’amour vous aime». В 1970 году группа «Dieu de l’amour vous aime» начинает длительное турне по Квебеку. После турне Даниэль решает связать свою жизнь с Квебеком.
С 1970 года Даниэль играет и поёт в барах и кафе Квебека. Его первые записи 1973—1974 годов не имеют особого успеха, однако песня с дебютного альбома «À court terme» — «J’ai quitte mon île» («Я покинул мой остров») — была замечена во Франции, а также в Бразилии и Португалии (там она выходила под названием «Deixei minha terra»). Второй альбом «Berceuse pour un lion» («Колыбельная для льва») принёс Даниэлю некоторую известность в Квебеке. Настоящая популярность приходит после выхода третьего альбома «Nirvana bleu» («Голубая нирвана»), песни с которого — «Angeline» и «La danse du smatte» звучат по радио в Канаде и во Франции. В 1980 году Даниэль получает свою первую награду — «Феликс» как лучший исполнитель года. С этого времени призы следуют один за другим и составляют внушительный список.
1984 год оказался переломным в творческой судьбе Даниэля Лавуа. С выходом альбома «Tension, attention» («Напряжение, внимание»)(1983) к нему приходит ошеломительный успех, в основном благодаря песне «Ils s’aiment» («Они любят друг друга»). Песня о силе любви, преодолевающей роковые обстоятельства, получает невероятную популярность: продано 2 миллиона экземпляров её сингла, сделаны переводы на испанский, португальский, английский и другие языки. Кавер-версии песни исполняли такие певцы как Ана Белен («Ellos se aman», на испанском), Риккардо Коччанте (на итальянском), Диан Дюфрен (на французском), Пауло Гонзо («Ridiculous Love», на английском), Рамзес Шаффи («Regenboog», на голландском). «Ils s’aiment» and «Tension Attention» принесли Лавуа награды как в Квебеке, так и во Франции. В том же году Даниэль создал собственную сольную концертную программу Hôtel des rêves, с которой гастролировал в Квебеке и Европе.
В России в 1988 году «Ils s’aiment» становится частью музыкального оформления спектакля Романа Виктюка «Служанки».
В 1990 году на фестивале Франкофоли де Монреаль проходит концерт в честь Даниэля Лавуа.
В 1992 году Даниэль участвует в рок-опере Люка Пламондона и Катрин Лара «Sand et les romantiques» («Санд и романтики»), в которой исполняет роль художника Эжена Делакруа.
В 1996 году у Даниэля выходит первый альбом для детей «Le bébé dragon» («Крошка-Дракошка»), который позже будет отмечен премией «Феликс» за лучший детский альбом. Через год Даниэль выпускает альбом «Le bébé dragon-2».
В 1998 году Лавуа принимает приглашение сыграть роль священника Клода Фролло в мюзикле «Нотр Дам де Пари» Люка Пламондона и Риккардо Коччанте по одноимённому роману Виктора Гюго. После невероятного успеха во Франции и Канаде спектакль ставят в Лондоне в 2000 году, и Лавуа снова поёт свою партию, но уже на английском языке. В общей сложности Даниэль Лавуа выходил на сцену в роли Фролло в течение трёх лет.
В 2001—2003 годах Даниэль Лавуа пишет музыку к 4 короткометражным мультфильмам для детей из серии «Ludovic».
Театральный сезон 2002/2003 Даниэль снова проводит в Париже: с октября по апрель 2003 года он играет роль Лётчика в новом мюзикле Риккардо Коччанте «Маленький Принц» по одноимённому произведению Антуана де Сент-Экзюпери.
После долгого перерыва Даниэль выпускает два авторских альбома: «Comedies Humaines» («Человеческие комедии») (2004) и «Docteur Tendresse» («Доктор Нежность») (2007). Первый был написан на стихи поэтов Бриса Ома и Патриса Гирао. Во втором Даниэль вернулся к собственным текстам, и лишь некоторые песни написаны на стихи других авторов, например, «Notre armée» — на стихи французского поэта Аллена Лепреста.
В феврале 2005 года Лавуа участвует в возобновлении постановки оперы «Неллиган», написанной Андре Ганьоном по мотивам биографии и произведений Эмиля Неллигана, квебекского поэта 19-го века. В этой (концертной) версии оперы Даниэль исполнил партию Старого Неллигана.
В 2008 году Даниэль Лавуа участвует в музыкальном проекте  «Douze homme rapaillés» («Двенадцать мужчин, собранных воедино»)  по стихам квебекского поэта 20-го века Гастона Мирона. Для исполнения цикла песен Жиля Беланже на стихи Мирона были приглашены 12 певцов-авторов песен Квебека. Второй альбом цикла вышел в 2010 году («Douze homme rapaillés — volume 2»). Сценические представления цикла пользовались большим успехом и вместе с альбомом были отмечены тремя «Феликсами». Третий альбом проекта, «La symphonie rapaillée» (избранные песни из первых двух альбомов в сопровождении симфонического оркестра), увидел свет в апреле 2014 года. Этот альбом также получил премию «Феликс».
11 мая 2010 года состоялся первый сольный концерт Даниэля Лавуа в Москве. А в декабре 2010 Лавуа снова посетил Россию для участия в концертной версии мюзикла «Notre-Dame de Paris», воссоединившей оригинальный состав солистов. Помимо Москвы, турне включало Киев и Санкт-Петербург.
В 2011 году Даниэль Лавуа выпустил альбом «J'écoute la radio» («Я слушаю радио»), в котором предложил новые аранжировки своих самых популярных песен, а также представил новую песню, «J'écoute la radio». Концертное турне с новым шоу на основе альбома продолжалось два года (вплоть до осени 2013 года) и охватило не только Квебек, но и несколько городов Франции, России и Украины. Параллельно с этим Даниэль участвовал в гастролях концертной версии «Notre-Dame de Paris»: в декабре 2011 года шоу было показано в концертном зале Берси в Париже, а в июле 2012 года — в Бейруте (Ливан).
В 2013 году Даниэль Лавуа снова приехал в Россию и на Украину в составе участников шоу «Лучшие песни мюзикла Notre-Dame de Paris». Представления были даны 5 марта — в Киеве (Дворец Спорта), 7 и 8 марта — в Москве (Олимпийский), 10 марта — в Санкт-Петербурге (Ледовый дворец). В октябре приезжает с концертами в
Россию и на Украину. 17 октября даёт концерт в Киеве, 19 октября в Москве и 21 октября в Санкт-Петербурге.
25 марта 2014 года французская фирма звукозаписи Le Chant du Monde (Harmonia mundi) выпустила диск «Daniel Lavoie: La Licorne captive — Un projet musical de Laurent Guardo» («Пленённый единорог — музыкальный проект Лорана Гуардо»). В этом альбоме Даниэль в сопровождении старинных и этнических инструментов исполняет вокальный цикл на сюжеты древних мифов и старинных легенд. Цикл был написан специально для него канадским композитором и поэтом Лораном Гуардо и аранжирован совместно Гуардо и Лавуа. В октябре 2014 в Париже Лавуа и Гуардо впервые представили цикл на сцене французской публике, а в мае 2015 состоялась квебекская премьера.
1 июля 2014 года Даниэль Лавуа участвовал в официальном праздничном вечернем концерте на Парламентском холме в Оттаве по случаю национального праздника Дня Канады.
Новый альбом Даниэля Лавуа, «Mes longs voyages» («Мои долгие странствия») вышел в сентябре 2016 года. Концертный тур «Mes longs voyages» с программой, включающей песни из нового альбома, последовал в феврале-марте 2017 и продолжился весной 2018 года. Один из концертов тура состоялся в 2017 году в рамках фестиваля Montréal en lumière, почетным президентом которого являлся Лавуа.
С ноября 2016 года Даниэль Лавуа снова исполняет роль Фролло в возобновленной версии мюзикла «Нотр Дам де Пари». Тур мюзикла во Франции, Канаде, Китае и других странах с участием Лавуа продолжается.
В 2000 году в Канаде был выпущен альбом «L'album du siècle - capsule historique pour le millénaire/Альбом века - историческая капсула для тысячелетия»- сборник песен знаменитых певцов, Даниэль Лавуа исполняет песню «Ma mère avait rêvé/Моей маме снился сон».
24 сентября 2022 года  Даниэль Лавуа был введён в Зал Славы канадских авторов и композиторов «Panthéon des auteurs et compositeurs canadiens» за многолетний и значительный вклад в развитие канадской и франкофонной музыки. Торжественная церемония прошла в концертном зале Торонто «Месси-Холл». Инициатором выступил друг Даниэля Лавуа - квебекский артист Джим Коркоран.
С 2023 по 2024 год  прошёл масштабный тур по Квебеку  «Tension Attention - 40 ans». Дэниэль Лавуа был награжден Серебряным билетом от АDISQ за 25 000 проданных билетов на его тур. 
23 августа Даниэль Лавуа вместе с коллегами по «Notre Dame de Paris» - Брюно Пельтье, Гару и Элен Сегарой
принял участие в шоу «Starmania 45 ans sous les étolies», посвящённом 45-летнему юбилею мюзикла «Стармания».
31 августа 2024 года Даниэль Лавуа был награжден в Орденом Канады. Церемония состоялась в посольстве Канады во Франции в Париже.

#### Сотрудничество
Даниэль Лавуа создает песни и для других исполнителей. В разные годы он писал для Селин Дион, Брюно Пельтье, Наташи Сен-Пьер, Люс Дюфо, Лары Фабиан, Мирей Матьё, Нольвенн Леруа, Рока Вуазина, Изабель Буле, Флорана Паньи, Жана Гидони, Мари-Элен Тибер и других артистов франкофонной эстрады.
Лавуа охотно участвует в музыкальных проектах своих коллег. Так, его голос можно услышать на таких альбомах как «Chez Leprest, vol. 1» (2007), «Leprest symphonique» (2011), альбом Доминики Меролы «Appassionata» (2010), Лионы Бойд «The return… To Canada with love…» (2013), диск с книгой «Парижские кошки» («Chats de Paris») композитора Жерара Бошана (2009) и его продолжение, «Монреальские кошки» («Chats de Montréal», 2011), альбом Валери Карпантье «L'été des orages» (2013) и др. В январе 2023 года совместно с франко-канадской певицей Франческой Ганьон выпустил сингл «Where children play», к которому написал слова (музыка Рене Дюпере).
Даниэля также нередко приглашают к сотрудничеству в качестве музыкального продюсера. Примером такой работы является альбом Жиля Виньо «Vivre debout», вышедший в апреле 2014.

### Кино и телевидение
Даниэль Лавуа снялся в нескольких фильмах в качестве актёра, хотя в своих интервью он постоянно подчёркивает, что, в отличие от музыки, кино в его жизни всегда играло лишь второстепенную роль.
Свою первую главную роль в кино Даниэль сыграл в фильме Жан-Пьера Лефевра  «Le fabuleux voyage de l’ange» («Невероятное путешествие ангела»)  Канада, 1991. Даниэль также написал музыку к этому фильму.
В 2002 году Даниэль снова снимается в кино: играет румынского иммигранта Джонни в фильме Клода Фурнье ,«The book of Eve» («Книга Евы») ( Канада, Великобритания). Партнёршей Даниэля выступила английская актриса Клэр Блум, известная, в частности, по работе с Чарли Чаплином в его фильме «Огни рампы». Фильм был снят на английском языке (это экранизация одноимённого романа канадской писательницы Констанс Бересфорд-Хау), но затем была записана французская дорожка, где Даниэль сам переозвучил своего героя.
Сразу же после выхода «The book of Eve» Даниэль сыграл квебекского поэта и автора песен Феликса Леклера в телесериале Клода Фурнье «Félix Leclerc», («Феликс Леклер»)  Канада-Франция, 2005. В связи с выходом фильма Даниэль выпустил альбом песен Феликса Леклера под названием «Moi, mon Félix».
В 2012 году Лавуа сыграл роль-камео во французском телесериале «Antigone 34»  («Антигона 34»).
Помимо работы в кино и на телевидении в качестве актёра, Даниэль Лавуа написал песни и саундтреки к нескольким фильмам.
В 2019 и 2020 годах работал в жюри Фестиваля канадского кино в Дьепе (в 2020 году — в качестве председателя).

### Поэзия
В 2011 году Даниэль Лавуа выпустил книгу стихов и поэтических эссе «Finutilité» (Saint-Boniface: Les Éditions des Plaines). В 2014 году в издательстве Полифарм (Санкт-Петербург) вышел русский перевод книги, «Пустонечность».
Второй поэтический сборник Даниэля Лавуа, «Particulités», вышел в 2015 году. В 2022 году вышел сборник новелл «Humanismes» (Saint-Boniface: Les Éditions des Plaines).

### Радио
В течение трёх лет (с июня 2010 по июнь 2013 года) Даниэль вёл на Радио Канада собственную авторскую передачу «Lavoie Libre», в которой он предлагал вниманию своих слушателей музыку различных жанров — от классики до авангарда — и читал стихи франкоязычных поэтов.

## Благотворительность
Даниэль поддерживает различные благотворительные программы. Так, в 1985 году он участвовал в проекте «Les yeux de la faim» в поддержку голодающих Эфиопии, в 1988 вместе со Стингом, Брюсом Спрингстином и Питером Гэбриелом — в концерте в защиту прав человека «Human Rights Now!», проведённом в Монреале организацией Международная амнистия. Певец принимал активное участие в деятельности канадской организации по борьбе с неграмотностью FCAF (в 2011 организация поменяла название на RESDAC) и являлся официальным представителем фонда, занимающегося исследованиями в области детского диабета (JDRF). Лавуа активно сотрудничает с организацией 100 NONS, занимающейся поддержкой франкофонной музыкальной культуры в Манитобе.

## Дискография

### Студийные альбомы
- À court terme (1975)
- Berceuse pour un lion (1976)
- Nirvana bleu (1979)
- Cravings (1981)
- Aigre doux, how are you? (1981)
- Tension Attention[фр.] / Ils s’aiment[фр.] (1983)
- Vue sur la mer (1986)
- Tips (1986)
- Long courrier / Chanson de la Terre (1990)
- Here in the heart (1992)
- Woman to man (1994)
- Ici / Où la route mène (1995)
- Le bébé dragon (1996)
- Le bébé dragon 2 (1997)
- Où la route mène (2002)
- Roulé Boulé: Je suis une boule qui roule, CD + книга (2004)
- Comédies Humaines (2004)
- Moi, mon Félix (2005)
- Docteur Tendresse (2007)
- J'écoute la radio (2011)
- Daniel Lavoie: La Licorne captive — Un projet musical de Laurent Guardo (2014)
- Pierre et le loup …et le jazz (2014)
- Mes longs voyages (2016)
- Daniel Lavoie chante Rimbaud — Un projet musical de Laurent Guardo (2022)
- Finutility for 17 strings and Lavoie (2024)

### Концертные альбомы
- Olympia (1987)
- Live au Divan Vert, Best of / Le meilleur de Daniel Lavoie (1997)
- Lavoie et Le Grand Choeur (2009)
- En spectacle: Tension attention - 40 ans (2023)

### Сборники
- 10 sur 10, Compilation (1984)
- Douce heure, Compilation (1991)
- Où la route mène (1975—1997) 2CD + DVD (2008)

### Синглы
- Où la route mène (Country: Canada. 2008)
- La voilà notre armée (Country: Canada. 2007)
- Docteur tendresse (Country: France. 2007)
- Leïla (CountryCanada. 2004)
- L’amour est juste (Country: France. 2004)
- Bénies soient les femmes (Country: Canada. 2004)
- Je pensais pas (Country: France. 1998)
- Weak For love (Maxi 45 tours) (Janvier Musique, Tréma- Spécial promo 1993)
- Allume la TV (Réédition, mars 1992, MCA 9210 CD compilation)
- Here in the heart/Leaders (Country: Canada. 1992)
- Hello Louise (Country: Canada. 1992)
- Assis entre deux (Montréal, 1991, Trafic 170691)
- Jours de plaine / Pape du rap (Trafic, Trema-Pathé Marconi 1991)
- Le pape du rap (avec Billy Williams; diverses versions Londres, 1990, Trafic 9056 30 cm)
- Qui sait? / Bess (WEA Music 1990)
- Que cherche-t-elle ? Que cherche-t-elle ?(en spectacle) (Londres, février 1988, Trafic 88213)
- Ridiculous Love (Ils s’aiment) / Hôtel Québec (mai 1988, Trafic 88221 30 cm)
- Dis-lui, dis-lui Mona (version remaniée) (Londres, juin 1988, Trafic 7CDN-57)
- Les longs manteaux (Paris, novembre 1988, Trafic 88236)
- La villa de Ferdinando Marcos sur la mer / Bamboula (Londres, mars 1987, Trafic 87191)
- Human Woman (Lys et délices) / Sad Eyes (La nuit se lève) (Londres, mai 1987, Capitol 73025)
- La nuit se lève / La nuit se lève (nouvelle version) (Londres, août 1987, Trafic 87204 30 cm ; EMI SP-1332 30 cm (Europe))
- Le nuit se lève (new) / La ballade des salades (Emi France, Pathé Marconi 1987)
- Never Been To New York (Je voudrais voir New York) / City Boy (La vie de vie de ville) (Londres, août 1987, Capitol 44051 30 cm)
- Ridiculous Love (Ils s’aiment) / Danger (Québec, octobre 1986, Capitol 73009)
- Je voudrais voir New York / La vie de vie de ville (Londres, novembre 1986, Trafic 86180)
- Que cherche-t-elle / Dis lui, dis-lui Mona (WEA Music 1986)
- Les longs manteaux / Rio mulatos (Emi, Pathé Marconi 1986)
- Human Woman / Sad eyes (Emi France, MLRF 1986)
- Dis-lui, dis-lui Mona / Tell me Mona (Maxi 45-tours) (Janvier Musique, Trafic)
- Fouquet’s / inst. (Québec, février 1985, Kébec-Disc KD-9263)
- Ravi de te revoir / inst. (Québec, 1985 Kébec-Disc KD-9296)
- Tension Attention (new) / Ravi de te revoir (Emi France, Pathé Marconi 1985)
- Roule ta boule / Photo-mystère (Québec, mars 1984, Kébec-Disc KD-9229)
- Ils s’aiment / Le métro n’attend pas (Québec, août 1984, Kébec-Disc KD-9253)
- Ils s’aiment / Hôtel (Emi France 1984)
- Tension Attention / Fouquet’s (Emi France, Pathé Marconi 1984)
- Tension Attention (Québec, novembre 1983, Kébec-Disc KD-9219)
- C’est-i vraiment du Rock and Roll ? L’aventure-lure (Montréal, 1982, WEA 72015)
- Passe passe et le temps (Montréal, 1982, WEA 72017)
- Le tout lundi / Marlène (Montréal, 1982, WEA 72020)
- C’est comme ton tour (Montréal, 1982, WEA 72024)
- Ann Jaloo / So long (Montréal, 1981, Sefel 401)
- Henry / Baby Blues (Montréal, 1981, Sefel 408)
- Boule qui roule / Sans importance (Montréal, 1980, Apex 98012)
- Mon île / Marlène (Arabella Eurodisc 1980)
- Mes vacances d'été / Saint-Côme Express (inst.) (Montréal, 1979, Apex 98003)
- La danse du smatte / Allume la TV (Montréal, 1979, Apex 98007)
- La danse du smatte / C’est pas la pluie (Janvier Musique, Arabella Eurodisc 1979)
- Dans l’temps des animaux / Never Get To Sing The Blues (Montréal, 1977, Deram 648)
- Garçon des Cantons / Commercial pour un jet (Montréal, 1977, Deram 659)
- Une rose / Les niaiseries (Montréal, mai 1974, London FC-1051)
- J’ai quitté mon île / Des hauts dans la journée (Montréal, 1974, London FC-1065)
- Marie connue / La fête des anges (Montréal, novembre 1973, London FC-104)

### Тексты / музыка / работа продюсера для других исполнителей
- Hart-Rouge[фр.] - Inconditionnel Канада (1991). Альбом написан Даниэлем Лавуа в сотрудничестве с Андре Ламбертом.
- Celin Dion - Incognito. Канада (1992) Музыка к песне «Lolita».
- Luce Dufault

- Luce Dufault. Канада (1996). Музыка к песне «Laissez-nous la chance».
- Des milliards de choses. Канада (1998). Музыка к песням: «Des milliards de choses», «Chanson pour Anna», «Je m’appelle solitude», «T’aurais jamais du», «No deeper love».
 — Au delà des mots. Канада (2001). Музыка к песням: «Mon Roi de France», «Remember Corsica», «Sergueï est au piano».
 — Bleu. Канада (2004). Музыка к песне «Toutes les villes du monde».
 — Dire combien je t'aime. Канада (2020). Музыка к песне «Le cœur de l'océan».
- Louise Forestier[фр.] — Forestier chante Louise. Канада (1997). Музыка к песням: «Motel Desert Inn», «Ma vie ne te regarde plus», «La peur d’aimer», «Tu peux t’en aller», «Quand j’aime un home», «Tu me manques», «Ruptures», «Désespérée mais gai».
- Lara Fabian -

 — Pure. Франция (1998). Слова к песне «Urgent Désir».
 — Nue. Франция (2001). Музыка к песне «Je suis mon Coeur».
- Maurane -

 — Une fille très scène. Канада (1998). Музыка к песне «Tu es parti».
 — Quand l’humain danse. Канада (2003). Музыка к песне «Sans demander».
- Claude Gauthier[фр.]

 — Jardins. Канада (1998). Музыка к песне «Est-ce si loin le Québec».
 — D’amour et de tendresse. Канада (2016). Музыка к песне «Les mamans»
- Thierry Séchan[фр.] — Tu seras comme le ciel. Канада (1999). Музыка к песне «Je Suis Un Homme Etrange»; музыкальный продюсер песни «Tu seras comme le ciel».
- Natasha St Pier — A chacun son histoire. Канада (2000). Слова к песне «Je t’aime encore».
- Isabelle Aubret — Le Paradis Des Musiciens. Франция (2000). Музыка к песне «Si Tu Veux Rester Mon Ami».
- Matt Laurent[фр.] — Ici ou ailleurs. Канада (2001). Музыка к песне «Il y a dans tes yeux».
- Roch Voisine — Roch Voisine. Канада (2001). Музыка к песне «Demande à La Puissière».
- Mireille Mathieu — De tes mains. Франция (2002). Музыка к песне «Pense à moi».
- Nourith[фр.] — Nourith. Франция (2002). Музыка к песне «La peur».
- Nana Mouskouri — Fille du soleil. Франция (2002). Слова к песне «Cette chance là».
- Bruno Pelletier -

 — D’autres rives. Канада (1999). Музыка к песням: «Le bon gars et le salaud» «Restera et Restera».
 — Un monde à l’envers. Канада (2002). Музыка к песням: «Je crois pourtant», «Ma jalousie», «Madeleine».
 — Microphonium. Канада (2009). Музыка к песням: «J`ai Menti», «J`en veux».
- Nolwenn Leroy — Nolwenn. Франция (2003). Музыка к песне «Une femme cache».
- Florent Pagny — Ailleurs Land. Франция (2003). Музыка к песне «Le Feu a La Peau».
- Jean Guidoni[фр.] — Trapèze. Франция (2004). Музыка к песням: «La peur», «Pise», «Néant neon», «La naiade», «Le miroir», «Thé de Chine», * «L’ogre», «Maman maman», «Le feu à la peau».
- Isabelle Boulay - Tout un jour. Франция (2004). Музыка к песне «Aimons nous».
- Romane Serda[фр.] - Mon envers de moi. Франция (2004). Музыка к песне «Je m`appelle solitude».
- Enzo Enzo — Paroli. Франция (2004). Музыка к песням: «Ni forte ni fragile», «Ça me suffit».
- Julie Zenatti — Comme vous. Франция (2005). Музыка к песне «Homme Soeur».
- Judi Richards[фр.] — Du septième ciel. Канада (2007). Слова к песням: «Du septième ciel», «Pattes de velours».
- Éric Lapointe[фр.] — Ma peau. Канада (2008). Слова к песне в соавторстве с Луизой Форестье «1500 miles».
- Hugo Lapointe[фр.] — Hugo Lapointe. Канада (2010). Музыка к песням: «Le livre des records», «Coeur de pierre».
- Isabelle Brossard[фр.] - Reste encore. Канада (2010). Музыка к песням ,,,
- Sofaï and the Sweet Talkers — Let The Good Times Roll. Канада (2010). Музыка к песням: «Bye Bye», «Holiday In No Man’s Land».
- Marie-Élaine Thibert — Je Suis. Канада (2011). Слова к песне «Rupture en soie».
- Renée Martel[фр.] - Une femme libre. Канада. (2012). Слова к песне «Comme un courant».
- Sophie Beaudet — Garconne. Канада (2012). Слова к песне «Dans les bras de Lea».
- Gilles Vigneault — Vivre debout. Канада (2014). Музыкальный продюсер альбома.
- Nadège Vacante — Les arbres volent. Канада (2013) Музыка к песне «Eva danse»
- Lyne Cadieux  — C’est dans vos yeux. Канада (2016) Музыка к песне «Les rivières d’autrefois»
- Francesca Gagnon - Сингл «Where children play» (2023) Слова к песне.

### Альбомы для детей
- Le bébé dragon (1996)
- Le bébé dragon 2 (1997)
- Un tresor dans mon jardin (2000)
- Roulé-Boulé, je suis une boule qui roule (2004)
- Pierre et le loup …et le jazz (2014)
- Le vieillard et l’enfant (2021)

## Мюзиклы
- Sand et les Romantiques / Санд и Романтики: Эжен Делакруа 1991
- Notre Dame de Paris / Собор парижской Богоматери: Frollo 1998—2000
- Le Petit Prince / Маленький Принц: Лётчик 2002—2003
- Nelligan / Неллиган: Пожилой Неллиган 2005
- Notre-Dame de Paris Album Live 2017 Coffret Digipack[55]

## Фильмография

### Актёр
- Сериал Boogie—woogie (1982)
- Entre l’effort et l’oubli / Быть лучшим или исчезнуть (1990)
- Le fabuleux voyage de l’ange / Невероятное путешествие ангела (1991)
- Сериал General Hospital / Главный госпиталь (1993)
- Return of Tommy Tricker / Возвращение Томми-хитреца (французское название — Le Retour des aventuriers du timbre perdu) (1994)
- The Book of Eve / Histoire d'Ève / Книга Евы (2002)
- Félix Leclerc / Феликс Леклер (2003)
- Antigone 34 / Антигона-34 (2011)

### Композитор
- The Winner / Победитель (1975)
- Les Longs Manteaux / Длинные пальто (1987) (песня Les Longs Manteaux )
- Entre l’effort et l’oubli / Быть лучшим или исчезнуть (1990)
- Le fabuleux voyage de l’ange / Невероятное путешествие ангела (1991) (песня Le fabuleux voyage de l’ange)
- Jours de Plaine / Дни равнины (1991) (песня Jours de Plaine)
- General Hospital / Главный госпиталь (1993) (песня Weak for love)
- Whiskers / Усы (1997) (песни Fat Cat, Кошачья соната)
- Aujourd’hui ou jamais / Сегодня или никогда (1998)
- Pinocchio / Пиноккио (1999)
- Ludoviс / Людовик (4 серии, 2001—2003)

### Автор текстов песен
- Kenny (вариант названия: The kid brother) (1988)[56] (песня Soaring Baby)
- Jours de Plaine / Дни равнины (1991) (песня Jours de Plaine)
- Le fabuleux voyage de l’ange / Невероятное путешествие ангела (1991) (песня Le fabuleux voyage de l’ange)
- Omertà (телесериал) (1996—1997) (песня J’aurais ta peau)

## Награды
1967
- Победа в конкурсе авторов — композиторов, организованный SRC в рамках передачи «Jeunesse oblige».

1980
- «Феликс» в номинации «Исполнитель года» (в Квебеке).

1981
- «Феликс» в номинации «Исполнитель года».

1984
- Альбом «Tension attention» получает 3 награды «Félix»:

в номинации «Песня года» («Tension attention»),
в номинации «Исполнитель года»,
в номинации "Альбом года / автор-исполнитель года («Tension attension»)
- Число проданных в Европе синглов «Ils s’aiment» достигает 2 000 000

1985
- Золотой приз МИДЕМ в Каннах за песню «Ils s’aiment».
- «Феликс» в номинации «Артист, отличившийся на рынке франкофонии вне Квебека».
- «Виктуар де ля мюзик» в номинации «Лучший франкофонный альбом» за альбом «Тension attention».

1986
- Медаль «Жак Бланше» за качество творчества.
- Премия «Валлони-Квебек».

1987
- Приз «Ренонсиа» (присуждается по результатам голосования сообщества франкофонных радиослушателей) за песню «Je voudrais voir New York».
- «Феликс» в номинации «Артист, наиболее отличившийся вне Квебека».
- «Виктуар де ля мюзик» в номинации «Альбом года» за лучший франкофонный альбом «Vue sur la mer».

1988
- «Виктуар де ля мюзик» в номинации «Альбом года» за лучший франкофонный альбом «Vue sur la mer».

1989
- Рыцарь Ордена Плеяды (за вклад в развитие идей франкофонии)

1990
- «Феликс» в номинации «Альбом года» в жанре «поп-рок» за альбом «Long Courrier».

1991
- Приз СОКАН в номинации популярной музыки за песню «Qui sait».

1992
- Приз французской песни на Летнем фестивале в Квебеке.

1993
- Становится членом Ордена франкофонов Америки[фр.] (за вклад в сохранение и процветание языка франкофонной Америки).

1997
- «Феликс» в номинации «Альбом для детей» за альбом «Le Bébé dragon».

1998
- Песня «Belle», в исполнении которой Даниэль Лавуа принимал участие, достигает цифры в 3 миллиона копий проданных в Европе.
- Альбом «Notre Dame de Paris» достигает 2,5 миллионов копий в Европе, 500 000 в Квебеке и в целом продается в 900 000 экземплярах.

1999
- «Виктуар де ля мюзик» в номинации «Спектакль года» за мюзикл «Notre Dame de Paris».
- «Виктуар де ля мюзик» в номинации «Песня года» за песню «Belle».
- Песня «Belle» названа лучшей в номинации «Лучший шлягер за последние 50 лет» (программа Жана Пъера Фуко).
- Песня «Belle» получает премию World Music Awards.

2000
- Мюзикл «Notre Dame de Paris» получает премию World Music Awards.
- Приз СОКАН за песню «Des milliards de choses» написанную для Люс Дюфо.

2004
- Приз «Choc de la Musique» от журнала «Le Monde de La Musique[фр.]» за СD «Comédies Humaines».

2005
- За альбом «Un trésor dans mon jardin».
- Приз Академии Шарля Кро[фр.] за лучший альбом для детей.
- Приз мэрии Парижа в номинации «Лучший диск и кассета для детей».
- «Феликс» в номинации «Лучший детский альбом».

2006
- Орден За Заслуги в области радиовещания Канадской Ассоциации Радиовещания (Association canadienne des radiodiffuseurs), в категории «Музыкальные звезды».

2009
- На Летнем фестивале в Квебеке (9 июля 2009) группа «The lost fingers» получила золотой диск за свой альбом «Rendez-vous rose», на котором они исполняют также и песню «Ils s’aiment» с Даниелем Лавуа.
- Приз имени Робера Шарльбуа от фонда SPACQ (Профессионального сообщества авторов и композиторов Квебека) за распространение своего творчества за рубежом[57].
- Приз СОКАН за песню «1500 miles» в исполнении Эрика Ляпуанта в категории популярной песни.

2010
- «Феликс» за спектакль «12 hommes rapaillés» в категории «Спектакль года — исполнитель» (7 ноября).
- Исполнителям из оригинального состава мюзикла «Notre Dame de Paris» вручили Георгиевские медали известной рейтинговой академии «Золотая Фортуна», Украина (9 декабря).

2011
- «Феликс» за альбом «Douze hommes rapaillés chantent Miron, volume 2», в категории «Альбом года — современный фолк».

2012
- «Феликс» за спектакль «Douze hommes rapaillés (deuxième édition)» в категории «Спектакль года — исполнитель».

2014
- «Феликс» за альбом «La symphonie rapaillée : Artistes variés» в категории «Альбом года — новая интерпретация».

2015
- Приз СОКАН за песню «La Villa de Ferdinando Marcos sur la mer» в категории «Классика»[58].

2022
- 24 сентября. Введение в Пантеон канадских авторов и композиторов «Panthéon des auteurs et compositeurs canadiens» квебекским артистом Джимом Коркораном.

2023
- Дэниель Лавуа и Лоран Гуардо стали обладателями премии «Beau-Dommage» SPACQ (Профессионального сообщества авторов и композиторов Квебека) за творческое сотрудничество в проекте «Daniel Lavoie chante Rimbaud».

2024
- 27 июня Офицер ордена Канады[59].